# José Santa
José Fernando Santa Robledo (* 12. September 1970 in Pereira) ist ein ehemaliger kolumbianischer Fußballspieler. Der Außenverteidiger nahm mit der kolumbianischen Nationalmannschaft an der Fußball-Weltmeisterschaft 1998 teil und wurde auf Vereinsebene dreimal nationaler Meister. Nach seiner aktiven Karriere wurde er Fußballtrainer.

## Karriere

### Verein
José Santa begann seine Karriere 1988 bei Atlético Nacional und blieb dem Verein bis zu seinem Karriereende 2000 treu. In dieser Zeit gewann er die Meisterschaften 1991, 1994 und 1999. International war sein größter Erfolg der Gewinn der Copa Libertadores 1989. Bei der Copa Libertadores 1996 erreichte er zudem das Finale, das er mit Atlético Nacional gegen River Plate verlor. Außerdem gewann Santa je zweimal die Copa Merconorte und Copa Interamericana.

### Nationalmannschaft
Santa nahm 1989 mit der U20-Nationalmannschaft an der U20-Weltmeisterschaft teil, bei der Kolumbien im Viertelfinale gegen den späteren Weltmeister Portugal ausschied. Santa gehörte drei Jahre später zum Aufgebot der kolumbianischen Olympiaauswahl, die sich für das Olympiaturnier 1992 in Barcelona qualifiziert hatte. Dort schied er mit seinem Team in der Gruppenphase aus.
In der A-Nationalmannschaft debütierte er im Februar 1995 beim Freundschaftsspiel gegen Australien. Er wurde für den Kader der Copa América 1995 nominiert und errang mit seinem Team den dritten Platz. Santa spielte bis zum Halbfinale alle Partien Kolumbiens. Bei der Copa América 1997 bestritt er alle vier Partien der Cafeteros, die im Viertelfinale gegen Gastgeber Bolivien ausschieden. Bei der Fußball-Weltmeisterschaft 1998 lief Santa in den ersten beiden Partien auf und fehlte im dritten entscheidenden Gruppenspiel gegen England gelbgesperrt. Die Cafeteros schieden nach einem Sieg und zwei Niederlagen in der Gruppenphase aus. Der 1:0-Erfolg gegen Tunesien war das letzte Länderspiel Santas, der insgesamt 25-mal das Trikot der A-Nationalmannschaft trug.

## Trainer
Nach seinem Karriereende absolvierte er in Argentinien einen zweijährigen Trainerkurs an der ATFA (Asociación de Técnicos de Fútbol Argentino), den er erfolgreich abschloss. Anschließend kehrte er nach Kolumbien zurück und übernahm beim Deportivo Pereira als Assistenztrainer. Santa war zweimal interimsweise Cheftrainer von Atlético Nacional in Medellín (2008 und 2009) und wurde nach positiven Resultaten am 3. Mai 2010 offiziell zum Cheftrainer ernannt. Nach dem Aus in den Halbfinalgruppen der Finalización wurde er jedoch entlassen. 2015 übernahm er Atlético Huila und wurde im zweiten Halbjahr 2016 Cheftrainer von Deportivo Pasto, musste den Klub jedoch wegen schlechter Resultate zum Jahresende verlassen.
Im September 2019 trat er bei Real Cartagena, wo er bereits 2013 und 2017 den Cheftrainerposten innehatte, aus gesundheitlichen Gründen zurück. Nachdem er eine Krebserkrankung besiegt hatte, wurde er am 6. November 2021 erneut als Trainer von Atlético Huila für die Saison 2022 verpflichtet.

## Erfolge
Atlético Nacional
- Categoría Primera A: 1991, 1994, 1999
- Copa Libertadores: 1989
- Copa Interamericana: 1990, 1997
- Copa Merconorte: 1998, 2000